# Будинок-музей Таїра Салахова
Будинок-музей Таїра Салахова (азерб. Tahir Salahovun ev-muzeyi) — музей в Баку, одна з визначних пам'яток історичного району Ічері-шехер (Старе місто), розташований на вулиці Ільяса Ефендієва, 55 / 3-й провулок Ільяса Ефендієва, 1.

## Експозиція
Експозиція музею, розташована на трьох поверхах будівлі, присвячена життю і творчості азербайджанського радянського художника Таїра Салахова (нар.. 1928). У музеї є меморіальна частина, більша частина експозиції демонструє творчу діяльність художника. Значною мірою в музеї вдалося зберегти обстановку дитячих років художника.
Понад 735 картин Салахова музею подаровано самим автором. Його майстерня знаходиться на верхньому поверсі будинку.

## Історія
Музей був створений за особистою вказівкою президента Азербайджану Ільхама Алієва в 2011 році і відкритий в 2012 році в будинку, де народився і виріс художник.
|  | «Бажання Таїра Салахова безоплатно подарувати державі всі цінні зразки своєї творчості і особистий архів слід розцінювати як мудрий крок, зроблений великим майстром, який присвятив своє життя збагаченню національної культури», - записано у розпорядженні глави держави.. |